# Hauptplatz (Graz)
Der Hauptplatz ist ein Platz im ersten Grazer Stadtbezirk Innere Stadt. Von ihm zweigen die Sporgasse, die Herrengasse, die Schmiedgasse, die Murgasse und die Sackstraße ab.

## Geschichte, Entwicklung
Um 1160 wurde der Grazer Hauptplatz als zentraler Marktplatz von Herzog Otakar III. angelegt. Er ist damit die historisch und städtebaulich wichtigste Platzanlage der Stadt. Das historische Zentrum von Graz bildend, reichte der trapezförmige Hauptplatz früher bis zur heutigen Landhausgasse. Erst um 1550 wurde seine Fläche wegen des Neubaus des Rathauses im Renaissancestil beinahe halbiert. Die Häuser, die den Platz umgeben, haben einen mittelalterlichen bis spätgotischen Baukern. Besonders die Fassaden, zum Teil spätgotischer, barocker, biedermeierlicher und späthistoristischer Gestaltung prägen das Platzbild. Ebenfalls vorhanden sind an einigen Häusern aufwändige Stuckdekorationen und Marienplastiken, die von der Volksfrömmigkeit zeugen.
Im Jahr 1878 wurde das Erzherzog-Johann-Brunnendenkmal in der Mitte des Platzes aufgestellt. Durch die Neugestaltung des Rathauses zwischen 1887 und 1893 erhielt der Hauptplatz einen „neuen monumentalen Akzent“. Ursprünglich befand sich an der Einmündung des Hauptplatzes in die Sackstraße die von Kaiser Leopold I. zum Dank wegen der überstandenen Pest gestiftete Dreifaltigkeitssäule. Aufgrund der veränderten Verkehrssituation musste die Säule auf den Karmeliterplatz verlegt werden.
Neben dem Jakominiplatz ist der Hauptplatz der einzige weitere Ort in Graz, der von allen Straßenbahnlinien angefahren wird. Rund um den Erzherzog-Johann-Brunnen stehen etliche Buden, die dem Platz seinen ursprünglichen Charakter als mittelalterlicher Marktplatz erhalten. Um 1990 waren diese Marktstände vom jeweiligen Betreiber individuell gebaut. Um 2002 wurden diese auf Betreiben der Stadt nach politischen, kommerziellen und technischen Auseinandersetzungen in der Anzahl reduziert und durch ein einheitliches Modell ersetzt. Sie sind durch hydraulisch hebbare Räder und Stützen mobil, werden an Installationsschächten versorgt und nur zu besonders großen Festen verschoben oder entfernt. Das Areal zwischen Brunnen und Rathaus wird häufig für Veranstaltungen genutzt oder auch von zwei eigenen „Nacht-Wurstständen“.
Ein von der Stadt eingerichtetes Verbot des Trinkens von Alkoholika unter anderem am Hauptplatz gilt ausdrücklich nicht für den Konsum in Gastgärten, bei temporären oder dauerhaften Verkaufsständen oder bei bestimmten Veranstaltungen.

### Trinkbrunnen
Ein lange bestehender Brunnen für Trinkwasser, am damaligen Fahrbahnrand links des Rathausportals wurde im Zuge der Neugestaltung des Platzes mit großformatigen Stahlbeton-Granit-Verbundplatten 2001/2002 aufgelassen. Im Nordteil wurde eine durch einen Treppenabgang erreichbare Toilette errichtet. Drei Unterstände mit Wartebänken an der Straßenbahnhaltestelle weisen hinterleuchteten Werbeflächen auf. Die zwei westlichen Unterstände wurden jeweils mit einer Nische mit Glasspiegel und mit einem kleinen Niro-Becken samt Stellgitter ausgestattet. Jeweils links hinter der Beckenöffnung lag eine (Kaltwasser-)Auslaufarmatur und rechts ein kleiner Fontänen-Trinkbrunnen mit Druckknopf. Die Blechtür fiel ab, Armaturen wurden lose, beendeten ihre Funktion und wurden demontiert. Der alte frei stehende gusseiserne Brunnen funktionierte jahrzehntelang auch im Winter, da sein Ventil frostsicher wie bei einem Hydranten im Untergrund lag, wies einen robusten etwa 25 cm langen Schwenkhebel auf, der etwa 1 Sekunde nach festem Drücken einen starken Wasserstrahl nach unten Richtung Ablaufgitter im Boden erzeugte. Der fein designte spätere Ersatz war schon wegen Frostgefahr in der kalten Jahreshälfte abgesperrt und wurde nach Verfall demontiert. Letztlich sind August 2013 die Becken mit aufgenietetem Aluriffelblech dauerhaft trittsicher verschlossen worden. So gibt es nach Jahrzehnten mit Ganzjahres- und einigen Jahren Halbjahresversorgung mit frei zugänglichem Trink- und Waschwasser an der Oberfläche des Platzes nun gar keine mehr.

### Verkehr

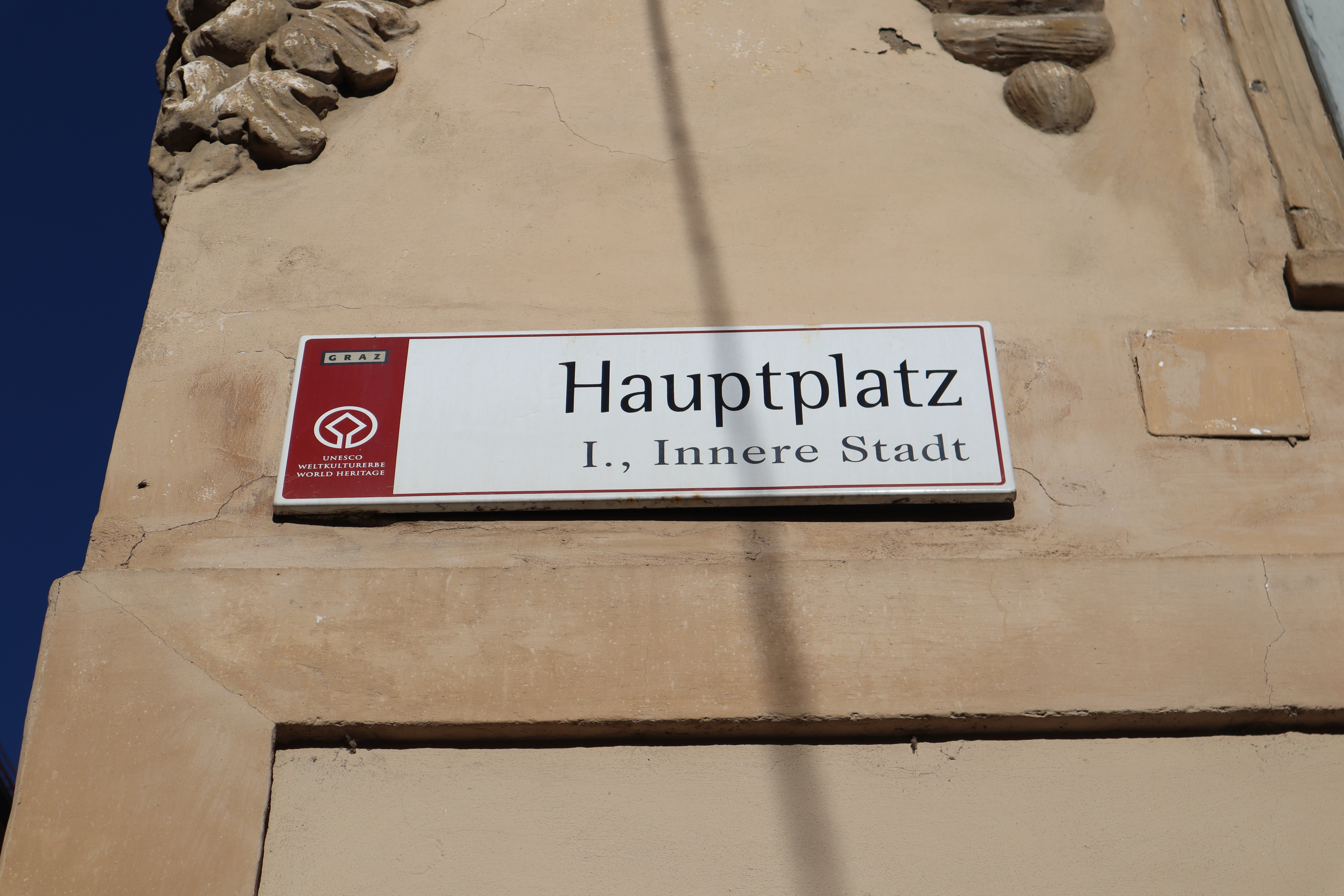
Straßenschild am Hauptplatz

Um 1965 wurde die Hauptbrücke (heute Erzherzog-Johann-Brücke) noch verbreitert, um Kfz-Verkehr durch eine zu verbreiternden Murgasse über Hauptplatz und Herrengasse zu leiten. Erst danach wirkte ein Umdenken, um die Altstadt mit ihrem Charakter als wertvoll zu bewahren.
In der – nun – Fußgängerzone Hauptplatz ist Radfahren – bis auf Sperren für Veranstaltungen – erlaubt, ein mitunter dichtes Miteinander hat sich eingespielt, eine Radabstellanlage liegt vor der rechten Rathausfront. Die anschließende Herrengasse darf nur nachts von 20–08 Uhr beradelt werden, die steile Sporgasse ganztags nicht. Ein gewisser Radverkehr findet hier dennoch statt; wer fährt riskiert eine Strafe. Die verschmutzungsgefährdete Pomeranzengasse ist die schmalste Anschlussgasse und am Platz überbaut wie die Franziskanergasse. Werktags tagsüber stehen Durchgänge durch das Rathaus und das Haus Nr. 3 offen, dazwischen beginnt die Schmiedgasse – hier liegt ein Taxistandplatz. Von Einbahnregelungen in der Umgebung ist Radfahren befreit.

### Installationen
Vor der Umgestaltung ab 2001 erfolgten archäologische Grabungen etwa vor dem Rathaus. Ein letzter Lampenmast mit kegelig erweitertem gusseisernem Fuß wurde vor dem Haus Nr. 3 entfernt und mehrere Leuchten mit nach oben gerichteten Strahlern und darüberliegenden Facettenspiegeln von Bartenbach aufgestellt. Südlich des Erzherzog-Johann-Brunnens befindet sich eine Probenentnahmestelle für Grundwasser, südwestlich ein Schacht zur Aufnahme des Stamms eines Mai- oder Christbaums. Im Norden des Platzes liegt eine unterirdische Toilettenanlage. Schutzräume wurden im Zweiten Weltkrieg als Stollen im nahen Schloßberg angelegt. Für Veranstalter und mobile Marktstände liegen zahlreiche Installationsschächte mit Anschlüssen für Strom, Wasser und Abwasser punktuell an unter kleinen Steinplatten bereit.
Seit 1930 steht die Weikhard-Uhr am Platz vor dem Uhrengeschäft, ein beliebter Treffpunkt, weithin sichtbar ist die ebenfalls innen beleuchtete Uhr oben am Rathaus.

## Namensgebung
In ihrer ursprünglichen Bezeichnung hieß die Anlage „auf dem Platz“. Erst 1665 scheint erstmals der Name „Hauptplatz“ in den Chroniken auf. Wegen der sich im Rathaus befindenden Hauptwache, wurde der Platz im 19. Jahrhundert auch „Hauptwachplatz“ genannt. Von 1870 bis zum Anschluss Österreichs 1938 und seit dem Ende des Zweiten Weltkriegs bis in die Gegenwart trägt er wieder den Namen „Hauptplatz“. Zwischen 1938 und 1945 hatte er noch „Adolf-Hitler-Platz“ geheißen.

## Liste bedeutender Bauten und Denkmäler
Die Liste beinhaltet die Hausnummer, die das jeweilige Gebäude hat, den Eigennamen, Anmerkungen zur Geschichte und Architektur und ein Bild zur Illustration.
| Hausnummer | Eigenname                       | Anmerkungen | Bild |
| ---------- | ------------------------------- | --- | ---- |
| 1          | Grazer Rathaus                  | Der Renaissancebau aus dem Jahr 1550 wurde am Beginn des 19. Jahrhunderts durch einen klassizistischen Bau ersetzt. Seine heutige Form erhielt das Rathaus nach einem Umbau zwischen 1889 und 1893, bei dem es seine späthistoristische Fassadengestaltung erhielt. Das Rathaus ist Sitz der Grazer Stadtregierung. |      |
| 3          | Weißsches Haus                  | Das Weißsche Haus wurde 1710 errichtet. Es besteht aus einem monumentalen fünfgeschossigen Baublock mit Innenhof. Das Korbbogen-Steinportal wird von einem schmiedeeisernen Oberlichtgitter abgeschlossen und besitzt blechbeschlagene Torflügel. Die Schauseite mit Kolossalpilastern birgt ein Sandsteinrelief mit der Darstellung der Gottesmutter Maria mit Jesuskind aus dem Baujahr. |      |
| 4          | Adler-Apotheke                  | Das Haus an der Ecke Hauptplatz und Neue-Welt-Gasse stammt aus dem 16. Jahrhundert. Die Frontfassade ist von einem polygonalen Eckerker dominiert, der auf Säulen ruht und im 17. Jahrhundert errichtet wurde. An die Fassade ist ein skulptierter Adler mit dem Hauswappen angebracht (1535). Das Rundbogen-Steintor (1778) besitzt blechbeschlagene Torflügel und ein schmiedeeisernes Oberlichtgitter. In den Räumlichkeiten des Erdgeschosses befindet sich die Adler-Apotheke. |      |
| 6          | Bürgerhaus Zum großen Christoph | Das Haus an der Ecke Hauptplatz und Franziskanergasse stammt aus dem 17. Jahrhundert. In die Frontfassade sind zwei rechteckige Erker auf Kragsteinen eingelassen. Das Fassadenfresko mit der Darstellung des heiligen Christophorus stammt von P. Scholz und ist mit einem Laub- und Bandelwerk-Stuckrahmen umgeben. Das Sandsteinrelief des Marien-Gnadenbildes (1975) ist nach der Art Lucas Cranachs gestaltet und besitzt einen Zopfdekor. |      |
| 11         | Luegg-Haus                      | Der Baukern des Luegg-Hauses an der Ecke Hauptplatz und Sporgasse stammt aus dem 15. und 16. Jahrhundert und ist im Barockstil gehalten. Besonders sehenswert sind die reichen Stuckornamente nach dem Vorbild Domenico Boschos an der Fassade und der Arkadengang im Rundbogenstil um das Gebäude herum. |      |
| 16         | Ehemaliger Lambrechterhof       | Die ehemalige edle Unterbringungs- und Wohnstätte von Mönchen des Benediktinerstifts St. Lambrecht ist heute ein Wohn-, Büro- und Geschäftshaus über einer mittelalterlichen Hofstätte. Das vom Hauptplatz aus sichtbare Vorderhaus mit Walmdach und barocker Stuckfassade erhielt um 1660/70 das heutige Erscheinungsbild. Die barocke Schweifornamentik wird dem Stuckateur Matteo Camin zugeschrieben, der auch in St. Lambrecht tätig war. Der hofseitige Trakt wurde 1570/90 mit einer offenen Treppenhausloggia und Arkadengängen unter Einbeziehung mittelalterlicher Bausubstanz erneuert. Nach der Freilegung der Scheinarchitektur-Sgraffiti im Jahre 1994 und seiner Renovierung 2022 kann der vom Nebenhaus Hauptplatz 17 aus zugängliche Hof als einer der ältesten und kunsthistorisch interessantesten Renaissance-Höfe in Graz bewertet werden. |      |
| 17         | Palais Stürgkh                  | Das Palais befand sich ursprünglich im Besitz der Händlersfamilie Stürgkh, die 1532 in den Adelsstand erhoben wurde. Das Palais wurde in verschiedenen Stilformen errichtet und ergänzt, die vom Mittelalter bis ins 20. Jahrhundert reichen. An der Außenfassade befindet sich eine Rundbogennische mit einer Madonnen-Figur. Rechts und links oberhalb des Portals sind zwei Wappenreliefs angebracht, die nach ihrer Verputzung erst 1937 freigelegt, jedoch heraldisch falsch ergänzt wurden. |      |
| keine      | Erzherzog-Johann-Brunnendenkmal | Der Brunnen mit einem überlebensgroßen Bronze-Standbild des Erzherzogs Johann und den allegorischen Darstellungen der vier Flüsse Mur, Enns, Drau und Sann wurde von Franz Pönninger entworfen und am 8. September 1878 enthüllt. An den vier Ecken sind Brunnenschalen eingefasst. Die Sockel sind mit allegorischen Bronzereliefs verziert. Ursprünglich sollte der Brunnen im Joanneumsgarten oder am Eisernen Tor aufgestellt werden. |      |